# Спиридоновка (Казахстан)
Спиридо́новка (каз. Спиридоновка) — село у складі Єгіндикольського району Акмолинської області Казахстану. Адміністративний центр та єдиний населений пункт Армавірського сільського округу.
Населення — 382 особи (2021; 464 у 2009, 728 у 1999, 1187 у 1989).
Національний склад станом на 1989 рік:
- росіяни — 49 %.